# سورن جورج جنسن
سورن جورج جنسن (بالدنماركية: Søren Georg Jensen)‏ هو صائغ فضة دنماركي، ولد في 4 أكتوبر 1917 في Christianshavn ‏ في الدنمارك، وتوفي في 20 سبتمبر 1982.